# Verzorgingsplaats De Wâlden
Verzorgingsplaats De Wâlden is een  Nederlandse verzorgingsplaats langs de A7 Zaandam-Bad Nieuweschans in het gedeelte tussen afritten 27 (Tijnje) en 28 (Beetsterzwaag) ter hoogte van Terwispel in de gemeente Opsterland. Het station ligt tegenover verzorgingsplaats De Vonken.
Richting Bad Nieuweschans:
Middelsloot · 
De Koggen · 
Broerdijk · 
Hoge Kwel · 
Monument · 
Breezanddijk · 
Hayum · 
Laerd · 
De Horne · 
De Wâlden · 
Mienscheer · 
Dikke Linde · 
Meedenertol · 
Bunderneuland (D)
Richting Zaandam:
Poort van Groningen · 
Roode Til · 
Veenborg · 
Oude Riet · 
De Vonken · 
Bloksloot · 
Wildinghe · 
Breezanddijk · 
Monument · 
Den Oever · 
De Wierde · 
De Horn · 
Kruisoord